# Elkan Nathan Adler
Elkan Nathan Adler, född 1861, död 1946, var en anglo-judisk författare, advokat, historiker samt bok- och manuskriptsamlare.
Hans far var Nathan Marcus Adler, överrabbin för brittiska imperiet. Adler reste mycket och byggde upp ett enormt bibliotek, speciellt för judiska dokument. 1921 publicerade han sin Catalogue of Hebrew Manuscripts of E. N. Adler i vilken han beskrev över 4,500 manuskript i sin samling. P.g.a. en affärskollegas förskingringar tvingades Adler 1923 sälja det mesta av sitt bibliotek till Jewish Theological Seminary of America i New York och Hebrew Union College i Cincinnati.
Förutom författandet av många böcker om sina resor och sina samlingar var Adler aktiv i engelsk-judiska lokala frågor, speciellt gällande utbildning. Han var en hängiven sionist.